# Aníbal Moreno
Aníbal Ismael Moreno (ur. 13 maja 1999 w Catamarce) – argentyński piłkarz występujący na pozycji defensywnego pomocnika, od 2024 roku zawodnik brazylijskiego Palmeiras.